# Les Musiciens de Brême (film, 1959)
Pour les articles homonymes, voir Les Musiciens de Brême (homonymie).
Pour plus de détails, voir Fiche technique et Distribution.
Les Musiciens de Brême (Die Bremer Stadtmusikanten) est un moyen-métrage allemand réalisé par Rainer Geis et sorti en 1959, adaptation du conte de même titre des frères Grimm.

## Synopsis
Comprenant que leurs maîtres respectifs prévoient de se débarrasser d'eux, quatre animaux décident de se rendre à Brême pour y faire carrière en tant que musiciens.

## Fiche technique
- Titre original : Die Bremer Stadtmusikanten
- Titre français : Les Musiciens de Brême
- Réalisation : Rainer Geis
- Scénario : Hartmut Schonger
- Musique : Raimund Rosenberger
- Direction artistique : Rudi Remp
- Cosutmes : Else Heckmann
- Photographie : Peter Puluj (de)
- Son : Günter Bloch
- Montage : Horst Rossberger (de)
- Production : Hubert Schonger
- Sociétés de production : Schongerfilm
- Société de distribution : Jugendfilm-Verleih
- Pays d'origine :  Allemagne de l'Ouest
- Langue : allemand
- Format : Couleur - 1,66:1 - Mono - 35 mm
- Genre : conte
- Durée : 77 minutes
- Dates de sortie : 
  -  Allemagne de l'Ouest : 25 septembre 1959

## Distribution
- Peter Thom : l'âne
- Max Bößl : le chien
- Christa Welzmüller : la chatte
- Toni Mang : le coq
- Peter Brand : le chef des voleurs
- Otto Friebel : voleur #1
- Paul Bös : voleur #2
- Edgar Wenzel : voleur #3
- Ludwig Schmid-Wildy : le fermier
- Alfred Pongratz : le meunier
- Hanna Wördy : la cuisinière
- Ellen Frank : la boutiquière
- Zita Hitz : la cliente
- Robert Mayer : le garçon

## Source de la traduction
- (de) Cet article est partiellement ou en totalité issu de l’article de Wikipédia en allemand intitulé « Die Bremer Stadtmusikanten (1959) » (voir la liste des auteurs).